# Công binh
Công binh hay lính thợ là một binh chủng trong quân đội, có chuyên môn kỹ thuật với chức năng bảo đảm công binh trong chiến đấu và xây dựng, có thể trực tiếp chiến đấu bằng vũ khí công binh.

## Tổ chức
Công binh được tổ chức trong lực lượng ba thứ quân, gồm các phân đội, binh đội, binh đoàn công binh chuyên trách (công trình, vượt sông, cầu đường..) hoặc hỗn hợp. 
Bao gồm: 
- công binh dự bị chiến lược (trực thuộc bộ)
- công binh chiến dịch (trực thuộc các quân khu, quân đoàn, quân chủng, binh chủng)
- công binh chiến thuật (trực thuộc các binh đội, binh đoàn binh chủng hợp thành và chuyên môn kỹ thuật khác...).